# Лихачёв, Сергей Евгеньевич
Сергей Евгеньевич Лихачёв (род. 3 сентября 1957 года) — советский и российский игрок в хоккей с мячом, нападающий и полузащитник, тренер, мастер спорта СССР (1984), заслуженный тренер России (2009).

## Карьера
Заниматься хоккеем с мячом начал в 1968 году в Кемерове в детской команде шахты «Северная». С сезона 1975/76 — в составе кемеровского «Кузбасса», за который выступал до 1994 года. В 1991 году вошёл в число 22-х лучших игроков сезона. В 1986—1989 годах — играющий тренер, в 1989—1994 — играющий главный тренер «Кузбасса».
В чемпионатах страны провёл 363 матча, забил 119 мячей. В розыгрышах кубка страны — 65 матчей, 25 мячей.

## Тренерская карьера
| Период                      | Клуб / команда           | Должность               | Достижения | Комментарий |
| --------------------------- | ------------------------ | ----------------------- | --- | --- |
| 1986 — 1989                 | Кузбасс                  | играющий тренер         | | |
| 1989 — 1994                 | Кузбасс                  | играющий главный тренер | | |
| 1994 — 1998                 | Сибскана                 | главный тренер          | бронзовый призёр чемпионата России (1995) · серебряный призёр чемпионата России (1998) | |
| июль — сентябрь 1999        | Юность                   | главный тренер          | | |
| ноябрь — декабрь 1999       | Ракета                   | тренер                  | | |
| декабрь 1999 — февраль 2001 | Ракета                   | главный тренер          | | |
|                             | Сборная Татарстана       | главный тренер          | серебряный призёр Международного турнира на призы Правительства России (2000) | |
| 2001/02                     | Зенит                    | главный тренер          | | |
| февраль 2002 — 2004         | Сибскана                 | главный тренер          | | Президент клуба (2002 — 2004)                                                                                           |
|                             | Вторая сборная России    | главный тренер          | серебряный призёр Кубка губернатора Московской области (2003) | |
| 2004/05                     | Водник                   | тренер                  | чемпион России (2005) · обладатель Кубка России (2005) · обладатель Кубка европейских чемпионов (2004) · обладатель Кубка мира (2004) · обладатель Кубка чемпионов Эдсбюна (2004)                                                                                      | |
| 2005/06                     | Водник                   | главный тренер          | финалист Кубка европейских чемпионов (2005) | |
|                             | Юниорская сборная России | главный тренер          | серебряный призёр чемпионата мира среди юниоров (2006) | |
| 2006 — 2008                 | Зоркий                   | главный тренер          | серебряный призёр чемпионата России (2007) · серебряный призёр чемпионата России (2008) · финалист Кубка России (2006) · финалист Кубка России (2007) · финалист Кубка мира (2006) · финалист Кубка чемпионов Эдсбюна (2006) · финалист Кубка чемпионов Эдсбюна (2007) | |
| апрель 2008 — ноябрь 2009   | Динамо-Москва            | главный тренер          | чемпион России (2009) · обладатель Кубка России (2008) · обладатель Кубка европейских чемпионов (2008) · обладатель Кубка европейских чемпионов (2009) · обладатель Кубка чемпионов Эдсбюна (2008)                                                                     | В чемпионате России сезона 2008/09 команда не проиграла ни одного матча: 29 побед и одна ничья (разница мячей: 309−103) |
| 2011 — 2013                 | Саяны-Хакасия            | главный тренер          | победитель первенства России среди команд Высшей лиги (2012) | |
| 2013 — февраль 2014         | Сибсельмаш               | главный тренер          | финалист Кубка России (2013) | |
| апрель — октябрь 2014       | Динамо-Москва            | главный тренер          | финалист Кубка чемпионов Эдсбюна (2014) | |
| ноябрь 2014 — 2017          | Зоркий                   | старший тренер          | | |
| апрель — декабрь 2017       | Водник                   | главный тренер          | | |
| февраль — апрель 2020       | Кузбасс                  | старший тренер          | | |

## Семья
Сын Сергей и внук Александр — игроки в хоккей с мячом.

### Комментарии
1. ↑  Количество игр и голов за клуб(ы) в высшем дивизионе чемпионатов СССР/СНГ/России